# Agrochola egorovi
Agrochola egorovi är en fjärilsart som beskrevs av Bang-haas 1934. Agrochola egorovi ingår i släktet Agrochola och familjen nattflyn. Inga underarter finns listade i Catalogue of Life.